# 巴爾托洛梅奧·哥倫布

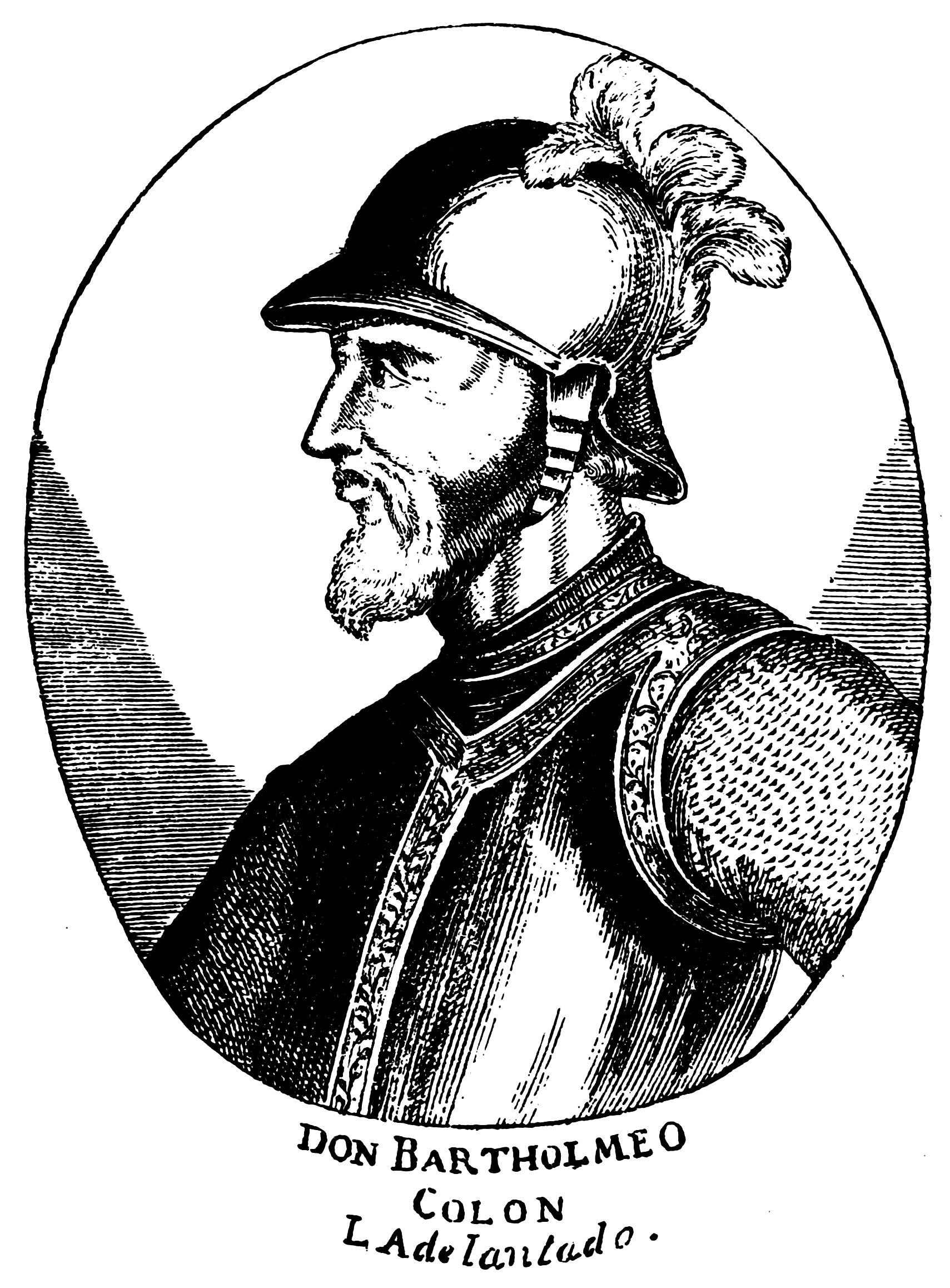
巴爾托洛梅奧

巴爾托洛梅奧·哥倫布（義大利語：Bartolomeo Colombo，熱拿亞語：Bertomê Corombo；1464年—1515年），歐洲航海家，克里斯托弗·哥倫布的弟弟。

## 傳記
1470年代，巴爾托洛梅奧在世界級製作地圖中心——葡萄牙里斯本當製地圖師。他與哥哥克里斯托弗構思「印度航海計劃」。葡萄牙帝國的香料貿易路線是商船向南航行，繞過非洲好望角後向東北航行達印度西岸（即西東向）。哥倫布兄弟想從相反方向——向西航行達印度。1480年代，巴爾托洛海奧和克里斯托弗分別住於法國（瓦盧瓦王朝）和西班牙，游說當地君主援助。
1493年，巴爾托洛梅奧得悉哥哥成功游說西班牙君主，便前往西班牙，但哥哥已出海，兩兄弟未能見面。1494年，他獲西班牙君主資助，前往加勒比海伊斯帕尼奧拉島找兄長。他在當地客居6年半當船長，並以Adelantado（西班牙一種官位）頭銜暫代哥哥的（當地第一任）地方長官之位。1496－98年，他建立「La Isabela」（La是單數女性冠詞，Isabela指伊莎貝拉一世），即後來的聖多明哥，今多明尼加共和國首都。
法蘭西斯科·德·博瓦迪利亞受命擔任第二任地方長官。在博瓦迪利亞支持下，哥倫布兄弟於1500年12月以「管治失當」罪名被判入獄。西班牙王室得悉事件後赦免哥倫布兄弟的罪，他們返回西班牙。
|  |  |

## 外部連結
- Bartolomé Colómbo （页面存档备份，存于）